# ريد ويست
ريد ويست (بالإنجليزية: Red West) هو مغني وكاتب أغاني وممثل أمريكي، ولد في 8 مارس 1936 في الولايات المتحدة، وتوفي بنفس المكان في 18 يوليو 2017.

## أعمال

### أفلام
- (1959) رحلة إلى مركز الأرض
- (1994) قتلة بالفطرة[7][8][9]
- (1997) صانع المطر[10]
- (2006) طريق المجد
- (2013) ملاذ آمن[11]

## وصلات خارجية
- ريد ويست على موقع IMDb (الإنجليزية)
- ريد ويست على موقع ألو سيني (الفرنسية)
- ريد ويست على موقع ميوزك برينز (الإنجليزية)
- ريد ويست على موقع أول موفي (الإنجليزية)
- ريد ويست على موقع قاعدة بيانات الأفلام السويدية (السويدية)
- ريد ويست على موقع إن إن دي بي (الإنجليزية)
- ريد ويست على موقع ديسكوغز (الإنجليزية)
- ريد ويست على موقع قاعدة بيانات الفيلم (الإنجليزية)
- ريد ويست على موقع كينوبويسك (الروسية)